# Persona offesa
La persona offesa, nel diritto italiano, è il soggetto titolare del bene giuridico tutelato dalla norma danneggiata da un reato.
Tale non è quindi chiunque subisca un danno dal reato, ma solo colui che subisce l'offesa essenziale all'esistenza del reato.

## Precisazioni
Da non confondersi con:
- il danneggiato civilmente dal reato, che è colui che subisce un danno (patrimoniale o non patrimoniale, ma comunque economicamente apprezzabile) come conseguenza del reato. Normalmente persona offesa e danneggiato coincidono, ma non sempre.[1] Il danneggiato civilmente può costituirsi parte civile nel processo penale.
- il soggetto passivo della condotta, ossia con colui che subisce la condotta criminosa senza essere il titolare del bene giuridico.[2]
- oggetto materiale del reato, ossia la persona o la cosa che materialmente subisce l'evento della condotta criminosa. Normalmente coincidono (es. delitto di diffamazione o di omicidio) ma non sempre (es. mutilazione della propria persona per truffare l'assicurazione, soggetto passivo del reato è l'assicurazione, oggetto materiale l'autore stesso).

## Reato qualificato dal soggetto passivo
A seconda del soggetto passivo del reato si possono distinguere:
- reati a soggetto passivo determinato, ossia quelli in cui è individuabile il titolare del bene giuridico tutelato.
- reati a soggetto passivo indeterminato, in cui l'interesse leso appartiene alla generalità o comunque ad ampie categorie di soggetti (es. delitti contro l'incolumità pubblica o contro la morale).
- cosiddetti reati senza vittima[3], in cui il fatto è punito in vista di uno scopo rilevante dello Stato, senza che il bene giuridico tutelato sia ascrivibile ad alcun soggetto in particolare (sono così i cosiddetti reati ostativi, come il possesso ingiustificato di armi).

## Rilevanza della condotta del soggetto passivo
Il comportamento del soggetto passivo può rilevare nella commissione del reato.
Innanzitutto il consenso del soggetto passivo esclude, in alcuni casi, l'antigiuridicità del fatto, opera come scriminante. In secondo luogo il comportamento del soggetto passivo può incidere nell'esecuzione del comportamento illecito:
- in alcuni reati rileva come attenuante o addirittura esclude la punibilità la provocazione del soggetto passivo.[4]
- in alcuni reati è necessaria la cooperazione della vittima: si distinguono i reati in cui il soggetto passivo partecipa subendo il comportamento criminoso (es. rapina) da quelli in cui il pone in essere un comportamento attivo, di disposizione (es. usura, circonvenzione di incapaci).
- può accadere che il soggetto passivo concorra con un suo comportamento volontario alla realizzazione del reato. Tale circostanza è prevista come attenuante (art. 62 n. 5).

### Diritti riconosciuti alla persona offesa
La persona offesa non viene definita né nel codice penale né nel codice di procedura penale.
Le sono riconosciuti numerosi diritti in fase processuale.
- querela: anche nei casi non procedibili d'ufficio il procedimento penale può essere attivato dalla persona offesa.
- può, in ogni stato e grado del procedimento presentare memorie e, con esclusione del giudizio di cassazione, indicare elementi di prova.
- nella fase del dibattimento, la persona offesa godrà di poteri, diritti e facoltà solo qualora si costituisca parte civile nel processo penale in quanto soggetto danneggiato[5]. Ciò può sempre avvenire poiché non si riesce ad immaginare un'ipotesi di persona offesa che non abbia ricevuto dal reato alcun danno: è sempre ipotizzabile almeno il danno morale.

### Persona offesa di creazione legislativa
L'art. 90, comma 3 del c.p.p. disciplina quella che la dottrina chiama persona offesa di creazione legislativa. Si tratta, infatti, di una norma che attribuisce le facoltà e i diritti della persona offesa a soggetti che non corrispondono ad essa:
Art. 90, c.3 c.p.p. Qualora la persona offesa sia deceduta in conseguenza del reato, le facoltà e i diritti previsti dalla legge sono esercitati dai prossimi congiunti di essa.